# Omotagus lacordairii
Omotagus lacordairii là một loài bọ cánh cứng trong họ Cerambycidae.